# August van Wilgenburg
Hendrik August van Wilgenburg (Laren, 27 augustus 1909 - Vught, 4 september 1944) was een Nederlandse verzetsstrijder in de Tweede Wereldoorlog. Hij was binnen Landelijke Organisatie voor Hulp aan Onderduikers (LO) districtsleider in Het Gooi en hoofd van de Persoonsbewijs Sectie. In juni 1944 werd Van Wilgenburg aangehouden in Amsterdam. Drie maanden later werd hij geëxecuteerd in Kamp Vught.

## Levensloop
Van Wilgenburg was de derde in een gezin van negen kinderen. Zijn vader Roelof van Wilgenburg had een goedlopend behang- en stofferingsbedrijf in Laren, moeder was Alida van Unen. Omdat een oudere broer en zus andere ambities hadden was hij de aangewezen persoon om de zaak van zijn vader over te nemen. Na de middelbare school ging hij aan de slag in het familiebedrijf. Aan het begin van de jaren dertig nam hij het bedrijf over van zijn vader. In zijn vrije tijd was Van Wilgenburg actief in de duivensport. Ook stond hij verkiesbaar namens de ARP voor de Larense gemeenteraad (de partij haalde te weinig stemmen om daar haar opwachting te mogen maken).
Begin 1943 kreeg Van Wilgenbrug van Jan van Osnabruggen uit Harmelen de vraag of hij een onderduikadres wist voor Teus van Vliet en zijn vrouw omdat het echtpaar dat Joden had geholpen. Van Wilgenbrug regelde een adres in Eemnes. Zodoende raakte hij betrokken bij het verzetswerk. Er werd een lokale afdeling voor Het Gooi gevormd van de Landelijke Organisatie voor Hulp aan Onderduikers. Van Wilgenburg werd aangesteld als districtsleider. Binnen het district werkte hij onder andere samen met Jo Hessels, Daan Swen en de predikant Arie van de Weg.
Als districtsleider was Van Wilgenburg vooral druk met het regelen van onderduikadressen en het regelen van de benodigde bonkaarten en persoonsbewijzen. Op 19 juli werd het distributiekantoor in Huizen overvallen. Twee daders werden gepakt en later geëxecuteerd. Van Wilgenburg was betrokken bij de voorbereiding en dook meteen onder. In november 1943 werd er bij Jo Hessels aan de Velthuysenlaan 15 in Laren een vergadering gehouden van de top van de LO. De grote vraag naar persoonsbewijzen was daar het belangrijkste onderwerp. Er werd besloten een eigen Persoonsbewijs Sectie te starten, met Van Wilgenburg aan het hoofd. De Duitsers hadden weet van Van Wilgenburgs activiteiten. De Sicherheitsdienst deed verschillende nachtelijke invallen in zijn huis. In een geval was Van Wilgenburg aanwezig, maar werd niet gevonden in zijn schuilplaats.
Van Wilgenburg hield elke dinsdagochtend kantoor aan de Nieuwezijds Voorburgwal 74 waar koeriersters uit het hele land berichten en persoonsbewijzen kwamen ophalen. Deze locatie was echter verraden door de verzetsman Engelbertus Brune. Brune was in 1942 aangehouden en werkte sindsdien voor de Duitsers. Op 13 juni 1944 volgde een inval waarbij Van Wilgenburg een van de eerste was die werd aangehouden. In de loop van de dag werden twintig verzetsmensen aangehouden, waaronder Jo Hessels die een uur over had en samen met Marinus Westerbeek besloot om even langs te gaan bij de Nieuwezijds Voorburgwal.
Van Wilgenburg werd via het Huis van Bewaring aan de Weteringschans overgebracht naar Kamp Vught. Begin september werd Kamp Vught vanwege de oprukkende geallieerden ontruimd. Een groot aantal gevangenen, waaronder Van Wilgenburg en Hessels, werd geëxecuteerd.
Zus Margaretha Wilgenburg werd bekend beeldhouwer onder de naam Margot Zanstra.

## Persoonlijk
Van Wilgenburg was getrouwd met Lucie van Wilgenburg-Bovenhuis (1911-1956). Samen kregen zij drie kinderen.